# Sciops unicolor
Sciops unicolor är en nattsländeart som beskrevs av Mclachlan 1866. Sciops unicolor ingår i släktet Sciops och familjen ryssjenattsländor. Inga underarter finns listade i Catalogue of Life.